# Leptocera pararoralis
Leptocera pararoralis är en tvåvingeart som beskrevs av Oswald Duda 1925. Leptocera pararoralis ingår i släktet Leptocera och familjen hoppflugor. Inga underarter finns listade i Catalogue of Life.